# Флёри, Андре-Эркюль-Мари-Луи де Россе
Андре-Эркюль-Мари-Луи де Россе (фр. André-Hercule-Marie-Louis de Rosset; 25 апреля 1770 (или 12 октября 1769), Париж — 13 марта 1810, там же), герцог де Флёри, пэр Франции — французский аристократ.

## Биография
Сын Андре-Эркюля-Александра де Россе, маркиза де Флёри, и Клодин-Анн-Рен де Монморанси-Лаваль.
После смерти своего отца, оставившего огромные долги, в 1782 году стал маркизом де Флёри. По причине бедственного финансового положения Людовик XVI в 1785 году положил маркизу и его брату графу де Флёри пенсион в 10 тысяч ливров. Чтобы отсрочить выплаты кредиторам герцог де Флёри добился принятия специального постановления Государственного совета от 25 июля 1786, но при этом все равно пришлось продать значительные владения матери маркиза в бальяже Провена.
6 июня 1785 (контракт 5.12.1784) Андре-Эркюль-Мари-Луи, выпущенный из Военной школы младшим лейтенантом в прежний полк своего отца, женился на Анн-Франсуазе-Эме де Франкето де Куаньи (12.10.1769—17.01.1820), дочери графа Огюстена-Габриеля де Куаньи и Анн-Жозефы-Мишели де Руасси. Эме принесла в приданое 15 тысяч ливров и была наследницей годового дохода примерно в 28 тысяч ливров и драгоценностей, стоимостью 20 тысяч ливров.
Молодожены обосновались в Париже в особняке герцога де Флёри на улице Нотр-Дам-де-Шан и предались светским увеселениям. Легкомысленная маркиза вступила в любовную связь с Лозёном, начав прославившую ее серию амурных похождений, а ее муж, склонный к одиночеству, увлекся игрой и продолжил увеличивать долги, для уплаты которых пришлось заложить драгоценности жены.
В апреле 1788 маркиз, бывший к тому времени капитаном кавалерийского полка, наследовал своему деду. 4 мая он был назначен первым дворянином Палаты короля, но герцогство-пэрию из-за юридических процедур получил только 21 февраля 1789. Вследствие начавшейся революции герцог не успел пройти процедуру утверждения пэром в Парламенте и в 1792 году эмигрировал. 7 мая 1793 он оформил развод по просьбе жены. Стал полковником драгун, входил в число приближенных графа Прованского, участвовал в тайных переговорах с Баррасом в Гамбурге.
Прославившийся своим беспутным образом жизни в Варшаве и Митаве, герцог был изгнан из окружения Людовика XVIII из-за игры и долгов, в 1808 году вернулся в Париж и умер в 1810 году, не оставив потомства. Все его владения были проданы как общественное имущество.
Так как его младший брат был гильотинирован в Париже в 1794 году, титул герцога де Флёри унаследовал их дядя Андре-Жозеф-Арсен де Россе, с которым Андре-Эркюля-Мари-Луи часто путают генеалоги (в том числе Курсель и Потье де Курси).